# Lowe's
Lowe's Companies, Inc. (pronuncia IPA: loʊz), commercialmente  Lowe's e stilizzata come LOWE'S, è un'azienda statunitense fondata nel 1946 a North Wilkesboro, nella Carolina del Nord, e presente nella lista Fortune 500. Al 28 ottobre 2022, Lowe's e le sue attività correlate gestivano 2.181 negozi di bricolage e ferramenta in Nord America. In precedenza la società ha operato in Australia attraverso la joint venture "Masters Home Improvement" fino al 2016, in Messico fino al 2019 e in Canada fino alla vendita delle sue attività (consolidate sotto il marchio Rona) a Sycamore Partners nel 2023.

## Storia
Il primo negozio Lowe's, North Wilkesboro Hardware, fu aperto a North Wilkesboro, nella Carolina del Nord, nel 1921 da Lucius Smith Lowe. Dopo la morte di Lowe nel 1940, l'attività fu ereditata da sua figlia, Ruth Buchan, che vendette l'azienda a suo fratello, James Lowe, quello stesso anno. James assunse suo cognato Carl Buchan come partner nel 1943.
Buchan ha anticipato il drammatico aumento delle costruzioni dopo la seconda guerra mondiale e, sotto la sua gestione, la società (all'inizio un semplice negozio) si è concentrata su ferramenta e materiali da costruzione. Prima di allora, il mix di prodotti includeva anche 0prodotti secchi, finimenti per cavalli, tabacco da fiuto, prodotti e generi alimentari. L'azienda acquistò una seconda sede a Sparta, nella Carolina del Nord, nel 1949.
Nel 1952, Buchan divenne l'unico proprietario di Lowe's e la società fu costituita come Lowe's North Wilkesboro Hardware. Nel 1954, Jim Lowe avviò la catena di negozi di alimentari Lowes Foods.
Nel 1960 Buchan morì di infarto all'età di 44 anni. Il team esecutivo di cinque persone, tra cui Robert Strickland eLeonard Herring, rilevò la società nel 1961 con il nome di Lowe's Companies Inc. Lowe's gestiva 21 negozi e registrava un fatturato annuo di 32 milioni di dollari. Lowe's iniziò a fare trading alla Borsa di New York nel 1979.
Da allora Lowe's è cresciuto a livello nazionale, poiché è stato aiutato dall'acquisto della società "Eagle Hardware & Garden" con sede a Renton, Washington, nel 1999. Il primo negozio al di fuori degli Stati Uniti fu ad Hamilton, Ontario, Canada. Quindi fu la volta del Messico. Secondo il suo sito Web, Lowe's ha gestito/servito più di 2.355 sedi negli Stati Uniti, in Canada e in Messico da soli.
Lowe's precedentemente operava in Messico con 14 sedi: 8 a Monterrey, Nuevo León, 1 a Saltillo, Coahuila, 1 a Hermosillo, Sonora, 1 a Chihuahua, Chihuahua, 1 a Culiacán, Sinaloa, 1 ad Aguascalientes, Aguascalientes e 1 a León, Guanajuato. Lowe's Mexico ha chiuso tutti i suoi negozi il 10 aprile 2019. 

Nel 2023, Lowe's ha venduto la sua attività al dettaglio canadese, con sede a Boucherville, Quebec, a Sycamore Partners per 400 milioni di dollari in contanti. Saranno tutti consolidati nei negozi Rona.